# 이르마 테스타
이르마 테스타(이탈리아어: Irma Testa, 1997년 12월 28일~)는 이탈리아의 권투 선수이다. 2016년과 2020년, 2024년 하계 올림픽에 참가했으며, 2020년 올림픽에서 여자 페더급 동메달을 획득했다. 또한 세계 선수권 대회에서 금메달 1개, 은메달 1개를 획득했다.